# ميكانيكا الأوساط المتصلة
تعتبر ميكانيكا الأوساط المتصلة (وأحيانا يطلق عليها الميكانيكا الاستمرارية) أحد فروع الفيزياء تحديدا الميكانيكا، حيث تقوم بدراسة المادة المتصلة بما فيها الأجسام الصلبة والسوائل مهملة أي تأثير للبنية المتقطعة للمادة باعتبارها مؤلفة من أنواع مختلفة من الذرات معتبرة أن هذه الأجسام الكبيرة متصلة تقريبا بما يكفي لتعطي نتائج جيدة عمليا.
بالتالي فإن ميكانيكا المتصل تعامل معظم المقادير الفيزيائية (الطاقة، العزم) باعتبارها دوال مستمرة تقوم باجراء نهايات واشتقاقات عليها لتحديد قيمها اللحظية في لحظة زمنية معينة، كما تستخدم المعادلات التفاضلية لحل الكثير من المسائل التي تنشأ في هذا العلم.

## ميكانيكا الأوساط المتصلة

### الشرح
نمذجة جسم أو شيء ما على شكل وسط مستمر أو متصل تفترض أن مادة الجسم تملأ الحجم الذي يحتله الجسم بشكل كامل. نمذجة الأجسام بهذه الطريقة تغضي النظر عن حقيقة أن المادة مصنوعة من ذرات، وهي بالتالي ليست وسطًا مستمرًا؛ ولكن، على مقاييس طول أكبر بكثير من المسافات بين الذرية، تكون هذه النماذج دقيقة جدًّا. القوانين الأساسية للفيزياء كحفظ الكتلة، وحفظ كمية الحركة، وحفظ الطاقة يمكن تطبيقها على هكذا نماذج لاشتقاق المعادلات التفاضلية التي تصف سلوك هكذا أجسام، وتضاف بعض المعلومات عن المادة المدروسة عن طريق العلاقات التكوينية.
تتعامل ميكانيكا الأوساط المتصلة مع الخصائص الفيزيائية للمواد الصلبة والموائع المستقلة عن أي نظام إحداثيات يمكن مراقبتها فيه. ثم يعبَّر عن هذه الخصائص الفيزيائية بالمواتر، وهي أجسام رياضية لها الخاصية المطلوبة المتمثلة في كونها مستقلة عن نظام الإحداثيات لسهولة الحسابات.

## مفهوم الوسط المتصل
تتكون المواد، كالمواد الصلبة والسوائل والغازات، من جزيئات يفصل بينها الفراغ. على المستوى المجهري، للمواد شقوق وانقطاعات. ولكن، يمكن نمذجة ظواهر فيزيائية معينة بافتراض وجود المواد كوسط متصل، أي أن المادة في الجسم موزعة بشكل متصل (مستمر) وتملأ المنطقة التي تحتلها من الفراغ بأكملها. الوسط المتصل هو جسم يمكن تقسيمه باستمرار لعناصر منتهية الصغر مع الاحتفاظ بخصائص المادة ككل.
يمكن التحقق من صلاحية افتراض الوسط المتصل بالدراسة النظرية، وفيها إما أن يجري تحديد تكرارية دورية واضحة ما، أو أن يوجد تجانس إحصائي وقابلية تكرارية للبنية المجهرية. بمعنى أدق، فرضية/افتراض الوسط المتصل معلقة على مفاهيم الحجم التمثيلي الابتدائي وانفصال القشور وفق شرط هيل-ماندل. يوفر هذا الشرط وصلة ربط بين وجهة النظر التجريبية ووجهة النظر النظرية تجاه المعادلات التكوينية (المجالات الخطية وغير الخطية المرنة/غير المرنة أو المجالات المقترنة) بالإضافة لتوفيره طريقة لحساب المتوسطات المساحية والإحصائية للبنية المجهرية. 
عند عدم تحقق انفصال القشور، أو عندما نريد تأسيس وسط متصل ذا دقة أكبر من حجم العنصر الحجمي التمثيلي، نطبق العنصر الحجمي الإحصائي، والذي يؤدي بدوره إلى مجالات مستمرة (متصلة) عشوائية. يمكن للأخير بعدها أن يوفر أساسًا ميكروميكانيكيًّا للعنصر المنتهي الإحصائي. تربط مستويات العنصر الحجمي الإحصائي والعنصر الحجمي التمثيلي ميكانيكا الأوساط المتصلة بالميكانيكا الإحصائية. يمكن تقييم العنصر الحجمي التمثيلي فقط بشكل محدود عن طريق الاختبار التجريبي: عندما تصبح الاستجابة التكوينية متجانسة مكانيًّا (متساوية الخواص في كل الاتجاهات).
في الموائع على وجه التحديد، يُستخدم عدد كنودسين لتقييم الحد الذي يمكن تقريب الاستمرارية إليه.

## حركة السير على طريق عام كمثال تمهيدي
لندرس حركة سير السيارات على طريق عام، بمسرب واحد للتبسيط. بشكل مفاجئ نوعًا ما، وذلك يعود لفعاليتها، يمكن لميكانيكا الوسط المتصل أن تنمذج بكفاءة حركة السيارات عن طريق معادلة تفاضلية جزئية لكثافة السيارات. ألفة هذا الوضع تمكننا من فهم القليل عن تناقض المتصل-المتقطع الكامن في نمذجة الأوساط المتصلة بشكل عام.
لبدء النمذجة، نعرف ما يلي: {\displaystyle x} تقيس المسافة (بالكيلومتر) على امتداد الطريق العام؛ {\displaystyle t} هو الزمن (بالدقائق)؛ ρ(x,t) كثافة السيارات على الطريق العام (بواحدة سيارة/كم في المسرب)؛ وu(x,t) سرعة التدفق (السرعة الوسطية) لتلك السيارات «عند» موضع {\displaystyle x}.

### معادلة تفاضلية جزئية ناتجة عن الانحفاظ
لا تظهر السيارات من العدم ولا تختفي. لنأخذ أي مجموعة من السيارات: من السيارة المحددة الواقعة في خلف المجموعة في الموضع {\displaystyle x=a(t)} إلى السيارة المحددة الموجودة أمام المجموعة في الموضع {\displaystyle x=b(t)}. العدد الإجمالي للسيارات في هذه المجموعة: {\displaystyle N=\int _{a(t)}^{b(t)}\rho (x,t)\,dx}. بما أن السيارات محفوظة (إذا كان هناك تجاوز، فالسيارة في الخلف أو في الأمام ستتبدل، ولكن السيارات في المجموعة تظل نفسها.) {\displaystyle dN/dt=0}. ولكن بواسطة قاعدة تكامل لايبنتز نحصل على:
{\displaystyle {\begin{aligned}{}{\frac {dN}{dt}}&={\frac {d}{dt}}\int _{a(t)}^{b(t)}\rho (x,t)\,dx\\&=\int _{a}^{b}{\frac {\partial \rho }{\partial t}}\,dx+\rho (b,t){\frac {db}{dt}}-\rho (a,t){\frac {da}{dt}}\\&=\int _{a}^{b}{\frac {\partial \rho }{\partial t}}\,dx+\rho (b,t)u(b,t)-\rho (a,t)u(a,t)\\&=\int _{a}^{b}\left[{\frac {\partial \rho }{\partial t}}+{\frac {\partial }{\partial x}}(\rho u)\right]dx\end{aligned}}}
هذا التكامل يساوي الصفر لكل المجموعات، أي لكل المجالات {\displaystyle [a,b]}. الطريقة الوحيدة التي يمكن أن يكون فيها التكامل معدومًا على كل المجالات هو إذا كان الحد المكامل مساويًا للصفر لأجل أي قيمة للمتغير {\displaystyle x}. بالتالي، ينتج عن الانحفاظ معادلة الانحفاظ التفاضلية الجزئية غير الخطية من المرتبة الأولى:
{\displaystyle {\frac {\partial \rho }{\partial t}}+{\frac {\partial }{\partial x}}(\rho u)=0}
لكل المواضع على الطريق العام.
لا تنطبق هذه المعادلة التفاضلية الجزئية على حركة سير السيارات وحسب، بل تطبق نفسها على الموائع والأجسام الصلبة والحشود والحيوانات والنباتات وحرائق الغابات وحركة التجارة وما إلى ذلك.

### الملاحظة تنهي المشكلة
المعادلة التفاضلية الجزئية السابقة هي معادلة واحدة بمجهولين، لذا نحتاج علاقة أخرى لتشكيل مسألة جيدة الطرح. نحتاج هكذا علاقة إضافية عادةً في ميكانيكا الأوساط المتصلة وتأتي عادةً تجريبيًّا. في حالة حركة سير السيارات من المتعارف عليه أن السيارات عادةً تسير بسرعة تعتمد على الكثافة، {\displaystyle u=V(\rho )} لأجل تابع ما محدد تجريبيًّا {\displaystyle V} هو تابع متناقص للكثافة. على سبيل المثال: وجدت التجارب في نفق لنكولن أنه يمكن الحصول على تابع مناسب (باستثناء حالة الكثافات المنخفضة) عن طريق {\displaystyle u=V(\rho )=27.5\ln(142/\rho )} (كم/سا للكثافة المقدرة بسيارة/كم).
بالتالي فالنموذج البسيط للوسط المستمر في حالة حركة سير السيارات يعبر عنه بالمعادلة التفاضلية الجزئية:
{\displaystyle {\frac {\partial \rho }{\partial t}}+{\frac {\partial }{\partial x}}[\rho V(\rho )]=0}
لأجل كثافة السيارات {\displaystyle \rho (x,t)} على الطريق السريع.

## المعادلات المحلية
لدراسة حقل التنقل {\displaystyle \mathbf {u} } عند تغير شكل جسم ما تحت ضغط أو لدراسة الضغط الناتج عن انتقال مفروض في كل نقطة من نقاط الجسم يوجد ما يسمى المعادلات المحلية التي تحقق التوازن المحلي والذي يؤدي بدورة إلى التوازن العام للجسم.
قبل كتابة هذه المعادلات يجب أن نوجد أولا صيغة لكتابة التشكل والضغط في كل نقطة {\displaystyle \mathbf {x} } من الجسم {\displaystyle \mathbf {\Omega } } أيا كانت الأبعاد (من 1 إلى 3) وفي كل الاتجاهات الممكنة (عدد لا نهائي طبعا). لهذا وجد مايسمى ب:
- تنسور التشكل{\displaystyle \mathbf {\epsilon } } وهو عبارة عن مصفوفة 3*3 في حالة ثلاث أبعاد.
- تنسور الضغط {\displaystyle \mathbf {\sigma } } وهو أيضا على شاكلة تنسور التشكل عبارة عن مصفوفة 3*3 في حالة ثلاث أبعاد ومصفوفة 2*2 في حالة بعدين وعدد في الأجسام ذات البعد الواحد.

عند ذلك يمكننا كتابة المعادلات المحلية بالصورة التالية:

{\displaystyle div(\mathbf {\sigma } (\mathbf {u} ))+\mathbf {f} =\rho (\mathbf {x} ){\frac {d^{2}\mathbf {u} }{d\mathbf {x} ^{2}}}} 

وبحيث:
- {\displaystyle \rho } الكثافة الكتلية
- {\displaystyle div} المحول:{\displaystyle \mathrm {div} {\vec {.}}={\frac {\partial {._{x}}}{\partial {x}}}+{\frac {\partial {._{y}}}{\partial {y}}}+{\frac {\partial {._{z}}}{\partial {z}}}}
- {\displaystyle {\frac {d^{2}\mathbf {u} }{d\mathbf {x} ^{2}}}} التسارع